# Fred van Dorp
Fred van Dorp (Batavia, Indias Orientales Neerlandesas; 13 de octubre de 1938 – 9 de noviembre de 2023) fue un waterpolista neerlandés que jugó en la posición de guardameta.

## Carrera

### Club
Jugó toda su carrera con el AZ&PC de 1958 a 1970.

### Selección nacional
Representó a Países Bajos en tres ediciones de los Juegos Olímpicos, siendo el abanderado de Países Bajos en la ceremonia de apertura y de clausura en México 1968, con los que se convirtió en el 11° jugador de waterpolo en ser abanderado en los Juegos Olímpicos.

## Vida personal
Luego de retirarse como jugador pasó a ser árbitro de waterpolo por varios años. Su hermano Tony van Dorp también fue jugador de waterpolo, participó en los Juegos Olímpicos de 1964 y 1968 pero representando a Estados Unidos, y ambos llegaron a enfrentarse.